# Licopeu
Segons la mitologia grega, Licopeu fou un heroi calidoni, fill d'Agri, i germà de Tersites, Onquest, Pròtou, Celèutor i Melanip.
Participà amb els seus germans en una conjura per expulsar del tron de Calidó al seu oncle Eneu. Més tard, Licopeu va morir a mans de Diomedes, que havia vingut des d'Argos a defensar Eneu.
Segons una altra tradició, Licopeu va morir a mans de Tideu, que va haver de fugir d'Etòlia a Argos a causa d'aquest crim.